# Nazionale femminile di pallacanestro della Slovenia
La nazionale di pallacanestro femminile della Slovenia, selezione delle migliori giocatrici di pallacanestro di nazionalità slovena, rappresenta la Slovenia nelle competizioni internazionali femminili di basket, ed è gestita dalla Federazione cestistica della Slovenia.

## Divisa e colori
Dopo l'indipendenza e il riconoscimento della FIBA, la squadra slovena giocò con i colori a verde e bianco, i colori tradizionali della capitale Lubiana, nonché del Košarkarski klub Union Olimpija, il club più famoso, che ha sede in questa città. Il verde non ha, nel caso sloveno, giustificazioni certe, né storiche, né dinastiche, dalla sua parte se non il riferimento alle fronde dei tigli attorno ai quali si riuniva il popolo nelle tradizionali assemblee. Forse la Slovenia voleva soltanto distinguersi nell'ambito dalle altre undici nazionali slave (tutte con maglie rosse o bianche o azzurre che sono i colori panslavi) e riferirsi, naturalisticamente, alle sue montagne davvero boscose. Oppure si rifà ad una tradizione mitteleuropea che vede nel verde il colore delle rivoluzioni democratiche nazionali.
Per il fatto che verde e bianco non furono mai i colori tradizionali sloveni, vi furono forti pressioni, in tutte le Federazioni sportive, affinché si cambiassero i colori delle divise nazionali, specialmente nell'est e nel nord del paese: secondo vari sondaggi fatti dopo il 1994 circa i due terzi degli sloveni erano contrari alla combinazione verde-bianco (nell'est della Slovenia, la percentuale di chi si opponeva a questi colori era di oltre l'80%). Per questo si deliberò un cambio dei colori della maglia a partire dal 2017.

## Storia

### Nazionale della RSF Jugoslavia (1935-1991)
Fino agli inizi degli anni novanta le atlete slovene, seppur in misura minore rispetto a quelle delle altre repubbliche slave, militavano nella nazionale jugoslava.

### Nazionale slovena (dal 1992)
Il team sloveno, formatosi nel 1992, ha partecipato al FIBA EuroBasket Women 2017.

## Piazzamenti
Europei

Division A
- 2017 - 14°
- 2019 - 11°
- 2021 - 10°
- 2023 - 15°
- 2025 - 9°

Division B
- 2005 - 3°
- 2009 - 4°

Mediterranei
- 1993 - 4°
- 2001 - 5°

## Formazioni

### Europei
Campionato europeo femminile di pallacanestro 20173 Oblak, 4 Zdolšek, 5 Erkič, 6 Prezelj, 7 Abramovič, 9 Barič, 10 Jakovina, 11 Piršić, 12 Lisec, 13 Trebec, 30 Evans, 97 Ocvirk,        All. Damir Grgić
Campionato europeo femminile di pallacanestro 20192 Krošelj, 3 Oblak, 6 Prezelj, 7 Seničar, 8 Goršič, 9 Barič, 10 Jakovina, 11 Rupnik, 12 Lisec, 13 Friškovec, 30 Evans, 88 Dautović,        All. Damir Grgić
Campionato europeo femminile di pallacanestro 20211 Lisec, 3 Oblak, 6 Krošelj, 7 Seničar, 8 Goršič, 9 Prezelj, 10 Jakovina, 13 Friškovec, 20 Debeljak, 30 Evans, 31 Trebec, 92 Barič,        All. Damir Grgić
Campionato europeo femminile di pallacanestro 20231 Lisec, 3 Oblak, 5 Cvijanovič, 9 Ivanuša, 10 Jakovina, 11 Rupnik, 13 Friškovec, 14 Kozina Bubnič, 17 Sivka, 20 Debeljak, 21 Kramžar, 55 Ceh,        All. George Dikeoulakos

## Nazionali giovanili
- Selezioni giovanili della nazionale di pallacanestro femminile della Slovenia